# Parakramabahu IV
Parakramabahu IV fou rei de Kurunagala fill i successor de Bhuvaneka Bahu II.
Va edificar un temple de tres plantes per la relíquia de la Dent Sagrada de Buda a Kurunagala, amb parets, pilars, pintures i elements d'or. El trasllat de la relíquia fou seguit d'un gran festival.
Va edificar també temples, imatges o altres elements a Dondra (Devapura), a Weligama, a Elgiriya (Saligiri); un temple anomenat Sirighanananda amb una pirivena (escola) prop de la població de Ratgama (Rajaggama) i dedicada a un monjo de Cola; i un temple a Totagamuwa (que estava en decadència).
El rei va tenir com a adigar o primer ministre a Weerasingha Pathiraja, junt amb el qual va traslladar les Pansiapanes Jataka (les 550 històries del naixement de Buda) del pali al singalès. En aquest regnat es va escriure la gramàtica singalesa dita Sidat Sangarawa. També es va escriure una obra sobre la Dent de Buda anomenada el Datuwansa (Daladawansa).
No s'indica quan va durar el seu regnat, que no devia ser molt llarg. El rei va morir i el va succeir Bhuvaneka Bahu III, que no se sap quin parentiu tenia amb el difunt.